# Новосибірське водосховище
Новосибі́рське водосховище, неофіційно «Обське море» (рос. Новосибирское водохранилище) — штучна водойма на річці Об біля міста Новосибірськ в Росії. Водосховище виникло після завершення будівництва греблі Новосибірської ГЕС в 1957—1959 роках. Знаходиться на території Новосибірської області і Алтайського краю. На берегах водосховища розташовані міста: Бердськ, Камінь-на-Обі, Новосибірськ.
В результаті створення водосховища була повністю затоплена центральна історична частина міста Бердська, а також кілька сіл Новосибірської області.

## Основні характеристики
Площа — 1082 км², об'єм — 8,8 км³, довжина — близько 200 км, найбільша ширина — 22 км, найбільша глибина — 25 м, взимку замерзає.
Острови: Атамановський, Дикий, Елбанські острови, Елбань, Кам'яний, Кам'янський, Красноярський Борок, Червоний Яр, Логунов, Нечунаєвський, Пічуговські, Половинський Борок, Семізародний, Тань-Вань, Хохлов Борок, Хріновий, Шарапський, Шляповський, Шумського Кордону.

## Господарське значення
Водосховище використовується в п гідроенергетики, водопостачання та рибальства.
Тут водяться цінні види риб: осетер, стерлядь, нельма, муксун, чир, сиг, пелядь.
Однак об'єктами рибного лову як правило є: судак, сазан, минь, лин, лящ, щука, харіус, в'язь, плотва, карась, ялець, окунь. Не можна не відзначити, що значна частина виловленої риби тут не придатна в їжу з причини гельмінтозу.
Обське море — місце активного відпочинку (пляжі в районі Академмістечка влаштовані з ініціативи С. О. Христиановича) та щорічного проведення змагань з вітрильного спорту на Кубок Росії і Кубок Обського моря.
Наголос у слові Обськое може бути різним — незважаючи на те, що згідно з правилами російської мови наголос має ставитися на перший склад — О́бське, в Сибіру прийнято використовувати ендемічну форму — Обське́.

## Галерея
|                                                                       |                                    |                     |                    |
| На горизонті острів Тань і Вань (Тайвань), ліворуч — острів Хріновий] | Берег водосховища поблизу Бердська | Водосховище навесні | Водосховище взимку |